# Filipe Anacoreta Correia
António Filipe da Providência Santarém Anacoreta Correia (Coimbra, Sé Nova, 23 de setembro de 1972) é um advogado e político português.

## Biografia
Licenciado em Direito exerceu advocacia em Lisboa desde o ano 2000.
Foi Deputado na Assembleia da República, eleito pelo círculo de Lisboa, entre 2016 e 2019. Integrou a Comissão de Assuntos Europeus a Comissão de Trabalho e Segurança Social.
Foi eleito vereador da Câmara Municipal de Lisboa para o mandato 2021-2025, tendo sido nomeado Vice-Presidente da Câmara pelo presidente Carlos Moedas.Carlos Moedas. Assumiu os pelouros de Finanças e Recursos Humanos, Mobilidade, Departamento Jurídico, ligação à Assembleia Municipal de Lisboa e Coordenação Geral.
Foi também o Coordenador e principal responsável na CML pela preparação e organização do maior evento realizado em Portugal, a Jornada Mundial da Juventude, com a participação de 1,5 Milhões de Participantes. Na sequência disso, o Papa Francisco concedeu-lhe a condecoração da Ordem de S. Silvestre (grau Cavaleiro)

## Família
Um dos cinco filhos e filhas de Eugénio Maria Nunes Anacoreta Correia (Coimbra, Sé Nova, 12 de outubro de 1939), tetraneto dum Italiano e sobrinho-trineto do 1.º Visconde de Silva Anacoreta, fundador do CDS e que encabeçou a lista a deputados pelo Distrito de Viana do Castelo nas eleições de 1976, Embaixador, Grã-Cruz da Ordem do Mérito a 1 de fevereiro de 1994 e Grã-Cruz da Ordem do Infante D. Henrique a 8 de maio de 1996, e de sua mulher Maria Joana da Providência Santarém e Costa (Coimbra, Sé Velha, 7 de novembro de 1941), e sobrinho paterno de José Miguel Nunes Anacoreta Correia.
É casado (Ponte de Lima, 24 de julho de 2004) com Maria Cecília de Magalhães Gagliardini Graça (Porto, 13 de janeiro de 1977), advogada e professora universitária, com a qual tem quatro filhos e filhas